# Splachnaceae
Splachnaceae er en familie af mosser med seks slægter, hvoraf to findes i Danmark.
| Danske slægter |

- Splachnum
- Tetraplodon